# Karl Volkmer
Karl Volkmer (* 20. März 1922 in Basel; † 19. Dezember 2023 in Ettingen) war ein Schweizer Mittelstreckenläufer und Sprinter.
Bei den Leichtathletik-Europameisterschaften 1946 in Oslo scheiterte er über 800 m im Vorlauf und wurde in der 4-mal-400-Meter-Staffel Fünfter.
1948 erreichte er bei den Olympischen Spielen in London über 800 m den Halbfinal und schied in der 4-mal-400-Meter-Staffel im Vorlauf aus.
2022 feierte er seinen 100. Geburtstag und war wohl der älteste lebende Schweizer Olympiateilnehmer. Nach dem Tod von Wilhelm Büsing Ende Juni 2023 war Karl Volkmer der älteste lebende männliche Olympiateilnehmer.

## Persönliche Bestzeiten
- 400 m: 49,6 s, 1944
- 800 m: 1:53,0 min, 1952